# Luis Altadill
Luis Altadill Garro, nacido el 17 de diciembre de 1969 en Pamplona (Navarra, España). 
Es un expelotari español que fue seleccionado para disputar los Juegos Olímpicos de Barcelona en la modalidad de paleta cuero en trinquete. En dichos juegos la pelota vasca formó parte como deporte de exhibición, en la que se disputaron diversas modalidades. Formó parte junto a sus compañeros Javier Ubanell, Fernando Mendiluce y Peio Egaña, logrando finalmente la medalla de plata tras la selección de Argentina.
También fue seleccionado para disputar los Campeonatos del Mundo de Pelota, disputados en 1990 en La Habana, logrando la plata, en 1994 en Bayona, llevándose el bronce y en 1998 en México, si bien en esta ocasión no alcanzó ningún metal.
A nivel nacional logró como juvenil los títulos del GAVN en 1985, 1986 y 1987 en pala corta, pasándose al trinquete en categoría absoluta.